# Theo Francken
Theo Francken (Lubbeek, 7 februari 1978) is een Belgisch Vlaams-nationalistisch politicus voor N-VA en huidig minister van Defensie en Buitenlandse Handel in de Regering-De Wever I sinds 3 februari 2025.

## Biografie
Francken studeerde in 2001 af als licentiaat in de pedagogische wetenschappen aan de Katholieke Universiteit Leuven.
Van 2001 tot 2004 werkte Francken als wetenschappelijk medewerker voor de Volksunie-fractie in het Vlaams Parlement en daarna was hij van 2004 tot 2008 raadgever voor de domeinen Onderwijs, Werk, Sport en Inburgering op het kabinet van Vlaams minister Geert Bourgeois. Nadat Bourgeois uit de Vlaamse regering verdween, was Francken van 2008 tot 2009 opnieuw wetenschappelijk medewerker in het Vlaams Parlement, ditmaal voor de N-VA-fractie. Van 2009 tot 2010 was hij adjunct-kabinetschef van Vlaams viceminister-president Geert Bourgeois, specifiek voor de beleidsdomeinen van inburgering en de Vlaamse Rand.
In zijn thuishaven Lubbeek richtte hij in 2001 een nieuwe N-VA-afdeling op. Francken was lijsttrekker bij de gemeenteraadsverkiezingen van 2006, maar het resultaat viel tegen. Met 4,96% van de stemmen haalde de N-VA geen enkele van de 23 gemeenteraadszetels. 2006 was ook het jaar dat Vlaams Belang voor het eerst opkwam in Lubbeek.
Bij de federale verkiezingen van juni 2010 was hij lijsttrekker voor N-VA in de kieskring Leuven en werd met 13.164 voorkeurstemmen verkozen in de Kamer van volksvertegenwoordigers, waar hij bleef zetelen tot in oktober 2014. Francken profileerde zich als Kamerlid op thema's als defensie, asiel, migratie, inburgering en het koningshuis en was een van de drijvende krachten achter de verstrengde wet op de gezinshereniging en de afschaffing van de Snel-Belgwet in 2011.
Bij de gemeenteraadsverkiezingen op 14 oktober 2012 trok hij opnieuw de N-VA-lijst in de gemeente Lubbeek. De partij haalde een goed resultaat met 25,68 procent van de stemmen en werd de grootste partij van de gemeente. Francken werd in januari 2013 de nieuwe burgemeester van de gemeente.
Op 11 oktober 2014 werd hij staatssecretaris voor Asiel, Migratie en Administratieve Vereenvoudiging in de federale Regering-Michel I. In Lubbeek werd Tania Roskams aangesteld tot waarnemend burgemeester.
Als staatssecretaris voor Asiel en Migratie werd hij geconfronteerd met de Europese migratiecrisis, met een hoog aantal asielaanvragen als gevolg. Om die reden werd de opvangcapaciteit onder zijn bewind fors uitgebreid, om vanaf 2018 weer gevoelig in te perken. Met de regeringscrisis rond het VN-migratieverdrag en de val van de regering-Michel I kwam aan het mandaat van Francken op 9 december 2018 een einde. Hij werd vervolgens opnieuw volksvertegenwoordiger en nam zijn rol als burgemeester van Lubbeek opnieuw op. Bij de verkiezingen van mei 2019 was hij lijsttrekker van de N-VA-Kamerlijst in Vlaams-Brabant en werd hij herkozen met 122.738 voorkeurstemmen. Als Kamerlid ging hij zich toespitsen op het beleid rond asiel en migratie en defensie en kwam hij ook geregeld tussenbeide in de begrotingsdebatten.
In september 2019 werd Francken door de Kamer benoemd tot delegatieleider van de Belgische delegatie voor de Parlementaire Assemblee van de NAVO. Vanaf oktober 2023 was hij ondervoorzitter van deze Parlementaire Assemblee. Beide functies vervulde hij tot in februari 2025.
In 2021 stelde Francken zich kandidaat om ondervoorzitter van N-VA te worden. Hoewel hij beschouwd werd als favoriet, verkoos de partijraad van N-VA uittredend ondervoorzitter Lorin Parys en Valerie Van Peel als ondervoorzitters.
Bij de federale verkiezingen van juni 2024 werd Francken opnieuw lijsttrekker voor N-VA in Vlaams-Brabant. Met een score van 73.820 voorkeurstemmen werd hij herkozen in de Kamer. Van juli 2024 tot februari 2025 was hij er fractievoorzitter voor zijn partij.
Met de installatie van de regering-De Wever in februari 2025 kwam N-VA weer in de federale regering terecht. Francken, die tijdens de formatie een van de hoofdonderhandelaars voor zijn partij was, werd hierin minister van Defensie en Buitenlandse Handel. Hij diende zich hierdoor opnieuw te laten vervangen als Kamerlid en in zijn functies als burgemeester van Lubbeek, die werden overgenomen door Davy Suffeleers, die optrad als waarnemend burgemeester.

### Privé
Francken woont in Lubbeek, is gehuwd en vader van een dochter en een zoon.

### Omstreden e-mails en Facebookberichten
Als staatssecretaris voor Asiel en Migratie kwam Francken meermaals in opspraak. Op 14 oktober 2014, na amper drie dagen tot de regering te behoren, werd al zijn ontslag geëist, omdat hij aanwezig was op een ceremonie ter gelegenheid van de 90ste verjaardag van Bob Maes, de oprichter van de Vlaamse Militanten Organisatie.
Daags nadien lag hij opnieuw onder vuur na het lekken van oude e-mails waarin hij schertste met Christian Dutoit, hoofdredacteur van het maandblad Meervoud en homo. Oppositiepartij cdH verweet Francken homofobie en vroeg zijn ontslag. Later die dag werd een Facebookbericht uit 2011 opgerakeld. Hij stelde daarbij de economische meerwaarde van de Marokkaanse, Congolese en Algerijnse diaspora in vraag. Ook de PS vroeg hierna zijn ontslag. Francken excuseerde zich daarna in de Kamer voor zijn uitspraken. De meerderheid bleef achter hem staan.

### Uitwijzing van Soedanese transmigranten
Ook nadien deed er zich nog een aantal incidenten voor. Zo was er in 2017 tweemaal ophef rond de identificatiemissie van Soedanese transmigranten die illegaal in het Maximiliaanpark verbleven en weigerden asiel aan te vragen in België. Staatssecretaris Francken werd door de regering gelast daar een oplossing voor te vinden, waarna Soedanese ambtenaren in België de vermeende Soedanezen zouden identificeren en eventueel voor repatriëring aanmerken. De samenwerking met het dictatoriale regime in Soedan en een Facebookbericht erover, dat Francken afsloot met de hashtag "opkuisen", leidde tot consternatie.
Nadat eind 2017 gerepatrieerde Soedanezen beweerden gefolterd te zijn in hun thuisland, kwam zijn beleid onder vuur te liggen. Premier Charles Michel liet weten verdere uitwijzingen naar Soedan te bevriezen, waarop onder meer Francken liet verstaan dat er voor begin 2018 toch al geen repatriëringen voorzien waren en de premier slechts een voldongen feit bevestigde. Dat bleek niet te kloppen – er was initieel op 13 januari wel een uitzetting van een persoon richting Soedan voorzien – en hij zag zich genoodzaakt aan de premier verontschuldigingen aan te bieden.
Er kwam een onderzoek naar de vermeende folteringen door het Commissariaat-Generaal voor de Vluchtelingen en Staatlozen, maar die vonden geen doorslaggevend bewijs. Het rapport schrijft: "Er zijn geen bewijzen waaruit blijkt dat de feiten effectief hebben  plaatsgevonden. Zoals er ook niet met zekerheid vastgesteld kon worden dat de aangehaalde feiten niet hebben plaatsgevonden."
"Voor de drie belangrijkste getuigenissen uit het rapport van het Tahrir-instituut werd er toch vastgesteld dat een aantal belangrijke stukken uit de getuigenis niet waarheidsgetrouw zijn, in die mate dat die vaststelling ernstige twijfel doet ontstaan bij de rest van de getuigenis." 

### Beschuldiging van homofobie
In augustus 2018 schreef Francken op Facebook: "Mannen die zich schminken, die hun wenkbrauwen epileren, die lingerie dragen, die een sacoche dragen, die zwanger worden... Draait de wereld door of ligt het gewoon aan mij? Dit heeft trouwens niks met LGBTI te maken, wel met de blijvende disproportionele aandacht voor een marginaal fenomeen, waar 98 procent van de mannen absoluut geen boodschap aan heeft!". Holebi- en transgendervereniging çavaria eiste dat Francken zich excuseert en gaf als reactie hierop "Iedereen die niet in het hokje past van de stereotiepe man of vrouw wordt beledigd en gemarginaliseerd. Je verdeelt de wereld hiermee in 'normale' en 'abnormale' mensen. Uitspraken als deze sterken mensen met holebifobe en transfobe gedachten net in hun overtuiging."

### Zaak-Kucam
In januari 2019 kwam Francken in opspraak vanwege de zaak-Kucam over fraude met humanitaire visa die zich tijdens zijn mandaat als staatssecretaris had voorgedaan op zijn kabinet. Zijn partijgenoot Melikan Kucam, gemeenteraadslid voor N-VA in Mechelen en door Francken aangeduid als "initiatiefnemer", stelde in samenspraak met het kabinet van Francken lijsten op met kandidaten die in aanmerking kwamen voor een humanitair visum. Kucam verdiende honderdduizenden euro's door 293 mensen uit de Assyrische gemeenschap tegen betaling aan een visum te helpen. De visazwendel leidde begin 2021 tot de veroordeling van Kucam en negen medeplichtigen. Francken en zijn kabinet werden niet aangeklaagd.
Na onderzoek door het parket bleek dat Theo Francken geen strafbare feiten ten laste gelegd konden worden. Het parket besliste daarop hem niet te vervolgen. Evenmin bleken leden van zijn kabinet betrokken bij de zwendel. De rechtbank maakte wel enkele vaststellingen die bezwarend waren voor Franckens politieke verantwoordelijkheid. De begunstigden die Kucam aanbracht zouden onvoldoende gescreend en opgevolgd zijn door het kabinet, ondanks Franckens beweringen van het tegendeel in de Kamer. Een relatief groot aantal van de begunstigden bleek later spoorloos. Francken bleef zijn beleid achteraf verdedigen.

### Foutieve bewering
In november 2019 beweerde Francken tijdens een lezing dat 80 tot 90 procent van de asielzoekers alleenstaande mannen zijn. Deze bewering was foutief en Francken werd door Fedasil publiek gecorrigeerd aangezien de alleenstaande mannen slechts 38 tot 44 procent van het aantal asielzoekers uitmaken.

### Sanctie voor lekken van gevoelige informatie
In maart 2021 verklaarde Francken op Twitter dat het Belgische leger dat jaar niet zou deelnemen aan de militaire operatie van Frankrijk in Mali. Als lid van de Kamercommissie voor de opvolging van buitenlandse missies mocht hij daar echter niet over communiceren, aangezien leden van die commissie geheimhoudingsplicht hebben voor gevoelige informatie die daar wordt gedeeld. Minister van Defensie Ludivine Dedonder gaf het secretariaat van deze commissie vervolgens de opdracht om achter gesloten deuren te onderzoeken of Francken de geheimhoudingsplicht effectief had geschonden. De meerderheid van de commissieleden en Kamervoorzitter Eliane Tillieux oordeelden in mei dat jaar uiteindelijk dat Francken de geheimhouding niet had gerespecteerd, waardoor hij voor de rest van het jaar geen lid meer mocht zijn van Kamercommissies waar een geheimhoudingsplicht gold. Ook mocht hij in deze commissies niet vervangen worden door een ander parlementslid uit zijn partij en verloor hij voor drie maanden 20 procent van zijn parlementaire wedde. Francken betwistte dat hij de geheimhouding had geschonden en sprak van een "louter politieke beslissing van de meerderheid om mij te schaden".

## Eretekens
- 2019: Grootofficier in de Orde van Leopold II.[21] Op zijn eigen verzoek ingetrokken op 18 maart 2021.[22]

## Publicaties
- Theo Francken & Sarah Smeyers, België Land zonder grens, Uitgeverij Davidsfonds, 127 p. (2012)
- Theo Francken & Joren Vermeersch, Continent zonder grens, Uitgeverij Doorbraak, 240 p. (2018)
- Theo Francken & Joren Vermeersch, Migratie in 24 vragen en antwoorden, Uitgeverij Doorbraak, 112 p. (2019)
- Theo Francken & Hendrik Bogaert & Peter Buysrogge, NAVO, hersendood of klaar voor de toekomst, Uitgeverij Doorbraak, 480 p. (2021)

- Gemeinsame Normdatei: 1197653937
- International Standard Name Identifier: 0000 0004 2297 472X
- Library of Congress Control Number: n2020062255
- Nederlandse Thesaurus van Auteursnamen: 354521659
- Virtual International Authority File: 305802580